# Cohennoz
Cohennoz é uma comuna francesa na região administrativa de Auvérnia-Ródano-Alpes, no departamento de Saboia. Estende-se por uma área de 13,78 km². Em 2010 a comuna tinha 168 habitantes (densidade: 12,2 hab./km²).